# 瓦赛 (马哈拉施特拉邦)
瓦赛（Vasai），是印度马哈拉施特拉邦帕尔加尔县的一个城镇。2001年总人口49346。

## 人口
该地2001年总人口49346人，其中男性25053人，女性24293人；0－6岁人口5334人，其中男2771人，女2563人；识字率77.02%，其中男性为81.13%，女性为72.79%。